# Emmanuelle de Villepin
Emanuelle de Villepin (Francia, 1959) è una scrittrice francese.

## Biografia
Nata in Francia nel 1959, trasferitasi giovanissima a Ginevra, si è laureata in legge per poi spostarsi a New York. Tornata in Italia, ha esordito nel 2006 con il romanzo Tempo di fuga. Con La ragazza che non voleva morire ha vinto nel 2009 il Premio Fenice-Europa mentre nel 2014 La vita che scorre è stato insignito del Premio Rapallo. Nel 2022 ha scritto il libretto dell’opera Madina di Fabio Vacchi, tratto dal suo romanzo La ragazza che non voleva morire, che ha debuttato al Teatro alla Scala di Milano. 

## Vita privata
Cugina dell'ex Primo Ministro francese Dominique de Villepin, è sposata con l'imprenditore Rodolfo De Benedetti. La coppia ha tre figlie: Neige, anch'essa scrittrice, Alix e Mita.

## Opere
- Tempo di fuga, Milano, Longanesi, 2006 ISBN 88-304-2272-X.
- La ragazza che non voleva morire, Milano, Longanesi, 2008 ISBN 978-88-304-2582-8.
- La notte di Mattia, Milano, Skira, 2010 (fotografie di Neige De Benedetti) ISBN 978-88-572-0836-7.
- La vita che scorre, Milano, Longanesi, 2013 ISBN 978-88-304-3761-6.
- La parte del diavolo, Milano, Longanesi, 2016 ISBN 978-88-304-4316-7.
- Dall'altra riva, Milano, Longanesi, 2020 ISBN 978-88-304-5437-8.
- The devil’s reward, The Other Press, 2018